# Сент-Аман, Одо де
Одо́ де Сент-Ама́н (или Эд, или Отон; фр. Eudes de Saint-Amand, 1110—1179) — великий магистр Ордена Тамплиеров в 1171—1179 годах.

## Ранние годы
Одо де Сент-Аман родился в Артуа, Франция. Датой его рождения указывается 1110 год, однако в документах он впервые упоминается только в 1155 г., поэтому вероятно родился ок. 1120. Его старший брат Годфруа де Сент-Аман был одним из основателей Ордена Тамплиеров, под его влиянием Одо также вступил в орден. Был маршалом Иерусалима (с 1156), а затем виконтом (с 1160) и Великим виночерпием королевства.
Одо отличался упрямством, принесшим ему славу и ненависть в равной мере. Примером тому может служить инцидент 1172 года: рыцарь-тамплиер Готье дю Меснель был обвинен в убийстве исламского сановника, но Одо отказался выдать его для суда королю Амори I, заявив, что согласно папской булле лишь папа имеет власть над членами ордена.

## Военная карьера
В 1157 году, возвращаясь после осады Баниаса, он был взят в плен вместе с Великим магистром Бертраном де Бланшфором и многими рыцарями храма, после того, как атабек Нур ад-Дин Махмуд застал отряд врасплох. Одо вернулся из плена только в 1159 году. В 1171 году он стал преемником Филиппа де Милли на посту великого магистра.

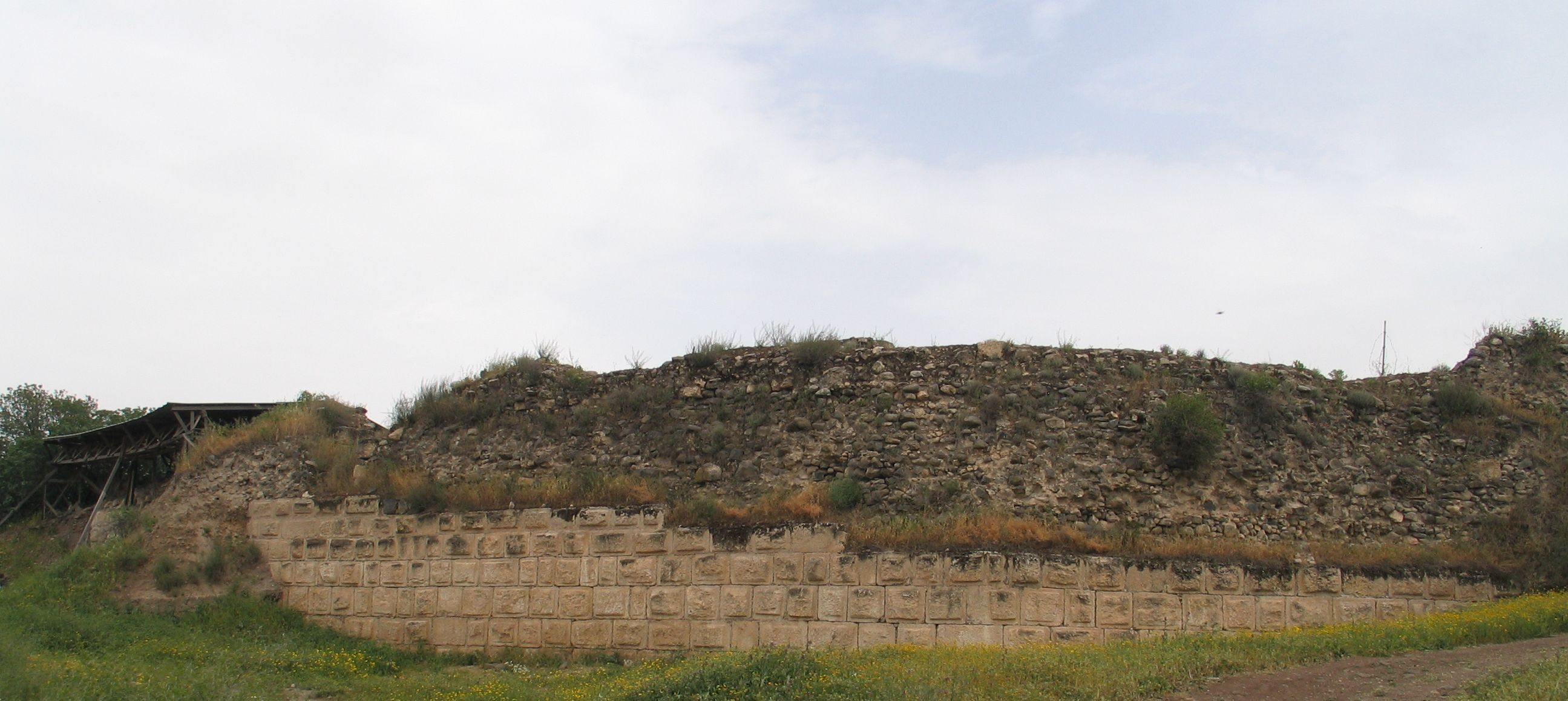
Руины замка Шастеле

Сент-Аман принял участие в нескольких экспедициях во время своего пребывания в качестве великого магистра. Он возглавил военные действия в районе Наблуса, Иерихона и Джараша и добился нескольких славных побед. Его звездный час пришёлся на битве при Монжизаре, где тамплиеры разбили превосходящие силы армии Саладина.
Вопреки заключенному между христианами и сарацинами вечному договору, согласно которому на границах во время перемирия не будут строиться новые крепости, Сент-Аман настоял на строительстве крепости для наблюдения за Бродом Иакова. Король Балдуин IV, вначале протестовавший против нарушения договора, внял уговорам магистра и послал войско, чтобы обеспечить охрану во время строительства укреплений. Замок Шастеле был построен в течение зимы 1178/1179 годов и получил гарнизон из 60 братьев ордена Храма и полутора тысяч наемников, состоявших на королевском жаловании. В 1179 году упорство защитников крепости настолько истощило армию сарацинов, что Саладину не хватило ресурсов для взятия Иерусалима.
Победы Одо имели важное значение для развития ордена и способствовали получению финансовых средств из Европы. Так, вдохновленный победой тамплиеров при Монжизаре Рено де Марга пожертвовал половину доходов с нескольких своих городов ордену.
В 1179 году состоялась битва при Мар Айюн, около Брода Иакова. Король Балдуин и Животворящий крест были с трудом спасены, а Одо попал в плен.
После нескольких дней осады Саладин сжег замок Шастеле и отрубил головы всем тамплиерам гарнизона.
Одо де Сент-Аман умер в плену в Дамаске 8 октября 1179 года. Он не допустил, чтобы его выкупили или обменяли: «Тамплиер, — говорил он, — может предоставить в качестве выкупа только свой пояс и боевой кинжал». По другой версии, освобождение Одо было предложено в обмен на освобождение одного из племянников Саладина, но переговоры начались слишком поздно.
Его преемником стал Арно де Торож.